# Puchar Świata w biathlonie 1989/1990
Puchar Świata w biathlonie 1989/1990 to 13. sezon w historii tej dyscypliny sportu. Pierwsze zawody odbyły się 14 grudnia 1989 r. w austriackim Obertilliach, zaś sezon zakończył się 18 marca 1990 w fińskim Kontiolahti. Najważniejszą imprezą sezonu były mistrzostwa świata w Mińsku/Oslo/Kontiolahti.
Klasyfikację generalną pań wygrała Jiřina Adamičková z Czechosłowacji. Druga w klasyfikacji była Norweżka Anne Elvebakk, a trzecie miejsce zajęła Jelena Gołowina z ZSRR. Adamičková wygrała też klasyfikację sprintu, a w klasyfikacji biegu indywidualnego najlepsza była Gołowina. W Pucharze Narodów i klasyfikacji sztafet triumfowały reprezentantki ZSRR.
Wśród panów triumf odniósł reprezentant ZSRR, Siergiej Czepikow, który wyprzedził Norwega Eirika Kvalfossa i swego rodaka, Walerija Miedwiedcewa. Klasyfikację biegu indywidualnego także wygrał Czepikow, a w klasyfikacji sprintu najlepszy był kolejny radziecki biathlonista - Jurij Kaszkarow. W Pucharze Narodów i klasyfikacji sztafet triumfowali reprezentanci ZSRR.

## Kalendarz
- Obertilliach – 14 - 17 grudnia 1989
- Anterselva – 19 - 21 stycznia 1990
- Ruhpolding – 25 - 28 stycznia 1990
- Walchsee – 1 lutego - 4 lutego 1990
- Mińsk – 20 lutego 1990 (MŚ - biegi indywidualne)
- Holmenkollen – 8 - 11 marca 1990 (MŚ)
- Kontiolahti – 15 - 18 marca 1990 (sztafeta mężczyzn zaliczana do MŚ)

## Mężczyźni

### Wyniki
| 1. Obertilliach, 14.12.1989 – 17.12.1989 | 1. Obertilliach, 14.12.1989 – 17.12.1989 | 1. Obertilliach, 14.12.1989 – 17.12.1989 | 1. Obertilliach, 14.12.1989 – 17.12.1989 | 1. Obertilliach, 14.12.1989 – 17.12.1989 |
| Data                                     | Konkurencja                              | miejsce                                  | miejsce                                  | miejsce                                  |
| ---------------------------------------- | ---------------------------------------- | ---------------------------------------- | ---------------------------------------- | ---------------------------------------- |
| 14 grudnia 1989                          | Bieg indywidualny (20 km)                | André Sehmisch                           | Walerij Miedwiedcew                      | Siergiej Bułygin                         |
| 16 grudnia 1989                          | Sprint (10 km)                           | Birk Anders                              | Siergiej Tarasow                         | Eirik Kvalfoss                           |
| 17 grudnia 1989                          | Sztafeta (4 × 7,5 km)                    | NRD                                      | ZSRR                                     | Włochy                                   |

| 2. Anterselva, 19.1.1990 – 21.1.1990 | 2. Anterselva, 19.1.1990 – 21.1.1990 | 2. Anterselva, 19.1.1990 – 21.1.1990                                        | 2. Anterselva, 19.1.1990 – 21.1.1990                                 | 2. Anterselva, 19.1.1990 – 21.1.1990                                                |
| Data                                 | Konkurencja                          | miejsce                                                                     | miejsce                                                              | miejsce                                                                             |
| ------------------------------------ | ------------------------------------ | --------------------------------------------------------------------------- | -------------------------------------------------------------------- | ----------------------------------------------------------------------------------- |
| 19 stycznia 1990                     | Bieg indywidualny (20 km)            | Jurij Kaszkarow                                                             | Siergiej Czepikow                                                    | Eirik Kvalfoss                                                                      |
| 20 stycznia 1990                     | Sprint (10 km)                       | Anders Mannelqvist                                                          | Andreas Zingerle                                                     | Eirik Kvalfoss                                                                      |
| 21 stycznia 1990                     | Sztafeta (4 × 7,5 km)                | Francja Gilles Marguet · Thierry Gerbier · Christian Dumont · Hervé Flandin | Norwegia Geir Einang · Dag Bjørndalen · Gisle Fenne · Eirik Kvalfoss | ZSRR Anatolij Żdanowicz · Jurij Kaszkarow · Walerij Miedwiedcew · Siergiej Czepikow |

| 3. Ruhpolding, 25.1.1990 – 28.1.1990 | 3. Ruhpolding, 25.1.1990 – 28.1.1990 | 3. Ruhpolding, 25.1.1990 – 28.1.1990                                            | 3. Ruhpolding, 25.1.1990 – 28.1.1990                               | 3. Ruhpolding, 25.1.1990 – 28.1.1990                          |
| Data                                 | Konkurencja                          | miejsce                                                                         | miejsce                                                            | miejsce                                                       |
| ------------------------------------ | ------------------------------------ | ------------------------------------------------------------------------------- | ------------------------------------------------------------------ | ------------------------------------------------------------- |
| 25 stycznia 1990                     | Bieg indywidualny (20 km)            | Siergiej Czepikow                                                               | Frank Luck                                                         | Thierry Gerbier                                               |
| 27 stycznia 1990                     | Sprint (10 km)                       | Jurij Kaszkarow                                                                 | Birk Anders                                                        | Walerij Miedwiedcew                                           |
| 28 stycznia 1990                     | Sztafeta (4 × 7,5 km)                | ZSRR Walerij Noskow · Jurij Kaszkarow · Walerij Miedwiedcew · Siergiej Czepikow | Norwegia Geir Einang · Frode Løberg · Gisle Fenne · Eirik Kvalfoss | NRD Frank Luck · André Sehmisch · Raik Dittrich · Birk Anders |

| 4. Walchsee, 1.2.1990 – 4.2.1990 | 4. Walchsee, 1.2.1990 – 4.2.1990 | 4. Walchsee, 1.2.1990 – 4.2.1990                              | 4. Walchsee, 1.2.1990 – 4.2.1990                                               | 4. Walchsee, 1.2.1990 – 4.2.1990                                    |
| Data                             | Konkurencja                      | miejsce                                                       | miejsce                                                                        | miejsce                                                             |
| -------------------------------- | -------------------------------- | ------------------------------------------------------------- | ------------------------------------------------------------------------------ | ------------------------------------------------------------------- |
| 1 lutego 1990                    | Bieg indywidualny (20 km)        | Birk Anders                                                   | Frode Løberg                                                                   | Eirik Kvalfoss                                                      |
| 3 lutego 1990                    | Sprint (10 km)                   | Jurij Kaszkarow                                               | Frank Luck                                                                     | Mark Kirchner                                                       |
| 4 lutego 1990                    | Sztafeta (4 × 7,5 km)            | NRD Frank Luck · André Sehmisch · Mark Kirchner · Birk Anders | ZSRR Walerij Noskow · Siergiej Łożkin · Giennadij Karpinkin · Siergiej Bułygin | Czechosłowacja Tomáš Kos · Jiří Holubec · Petr Garabík · Jan Matouš |

| Mistrzostwa świata Mińsk, 20.2.1990 | Mistrzostwa świata Mińsk, 20.2.1990 | Mistrzostwa świata Mińsk, 20.2.1990 | Mistrzostwa świata Mińsk, 20.2.1990 | Mistrzostwa świata Mińsk, 20.2.1990 |
| Data                                | Konkurencja                         | miejsce                             | miejsce                             | miejsce                             |
| ----------------------------------- | ----------------------------------- | ----------------------------------- | ----------------------------------- | ----------------------------------- |
| 20 lutego 1990                      | Bieg indywidualny (20 km)           | Walerij Miedwiedcew                 | Siergiej Czepikow                   | Anatolij Żdanowicz                  |

- Z powodu braku śniegu pozostałe konkurencje przeniesiono do Holmenkollen.

| 6. Holmenkollen, 8.3.1990 – 10.3.1990 | 6. Holmenkollen, 8.3.1990 – 10.3.1990 | 6. Holmenkollen, 8.3.1990 – 10.3.1990                        | 6. Holmenkollen, 8.3.1990 – 10.3.1990                               | 6. Holmenkollen, 8.3.1990 – 10.3.1990                                           |
| Data                                  | Konkurencja                           | miejsce                                                      | miejsce                                                             | miejsce                                                                         |
| ------------------------------------- | ------------------------------------- | ------------------------------------------------------------ | ------------------------------------------------------------------- | ------------------------------------------------------------------------------- |
| 7 marca 1990                          | Drużynowo (20 km) MŚ                  | NRD Raik Dittrich · Mark Kirchner · Birk Anders · Frank Luck | Czechosłowacja Tomáš Kos · Ivan Masařík · Jiří Holubec · Jan Matouš | Francja Christian Dumont · Stéphane Bouthiaux · Hervé Flandin · Thierry Gerbier |
| 9 marca 1990                          | Sprint (10 km) MŚ                     | Mark Kirchner                                                | Eirik Kvalfoss                                                      | Siergiej Czepikow                                                               |
| 10 marca 1990                         | Sztafeta (4 × 7,5 km)                 |                                                              | zawody przeniesione do Kontiolahti.                                 |                                                                                 |

| 7. Kontiolahti, 15.3.1990 – 18.3.1990 | 7. Kontiolahti, 15.3.1990 – 18.3.1990 | 7. Kontiolahti, 15.3.1990 – 18.3.1990                                               | 7. Kontiolahti, 15.3.1990 – 18.3.1990                                     | 7. Kontiolahti, 15.3.1990 – 18.3.1990                         |
| Data                                  | Konkurencja                           | miejsce                                                                             | miejsce                                                                   | miejsce                                                       |
| ------------------------------------- | ------------------------------------- | ----------------------------------------------------------------------------------- | ------------------------------------------------------------------------- | ------------------------------------------------------------- |
| 15 marca 1990                         | Bieg indywidualny (20 km)             | Eirik Kvalfoss                                                                      | Siergiej Czepikow                                                         | André Sehmisch                                                |
| 17 marca 1990                         | Sprint (10 km)                        | Andreas Zingerle                                                                    | Franz Schuler                                                             | André Sehmisch                                                |
| 18 marca 1990                         | Sztafeta (4 × 7,5 km) MŚ              | Włochy Pieralberto Carrara · Wilfried Pallhuber · Johann Passler · Andreas Zingerle | Francja Christian Dumont · Xavier Blond · Hervé Flandin · Thierry Gerbier | NRD Frank Luck · André Sehmisch · Mark Kirchner · Birk Anders |

### Klasyfikacje
| Miejsce | Zawodnik            | Punkty |
| ------- | ------------------- | ------ |
| 1.      | Siergiej Czepikow   | 196    |
| 2.      | Eirik Kvalfoss      | 192    |
| 3.      | Walerij Miedwiedcew | 161    |
| 4.      | Frank Luck          | 160    |
| 5.      | Andreas Zingerle    | 159    |
| 6.      | Jurij Kaszkarow     | 143    |
| 7.      | Birk Anders         | 140    |
| 8.      | Gisle Fenne         | 135    |
| 9.      | Mark Kirchner       | 133    |
| 10.     | André Sehmisch      | 127    |

| Miejsce | Zawodnik           | Punkty |
| ------- | ------------------ | ------ |
| 11.     | Thierry Gerbier    | 121    |
| 12.     | Anatolij Żdanowicz | 111    |
| 13.     | Hervé Flandin      | 98     |
| 14.     | Raik Dittrich      | 93     |
| 15.     | Fritz Fischer      | 88     |
| 16.     | Alfred Eder        | ?      |
| 17.     | Walerij Noskow     | 82     |
| 18.     | Steffen Hoos       | ?      |
| 19.     | Alois Reiter       | 71     |
| 20.     | Johann Passler     | ?      |

| Miejsce | Zawodnik            | Punkty |
| ------- | ------------------- | ------ |
| 1.      | Siergiej Czepikow   | 103    |
| 2.      | Eirik Kvalfoss      | 98     |
| 3.      | André Sehmisch      | 89     |
| 4.      | Andreas Zingerle    | 87     |
| 5.      | Walerij Miedwiedcew | 85     |
| 6.      | Frank Luck          | 80     |

| Miejsce | Zawodnik            | Punkty |
| ------- | ------------------- | ------ |
| 1.      | Jurij Kaszkarow     | 105    |
| 2.      | Birk Anders         | 94     |
| 3.      | Eirik Kvalfoss      | 94     |
| 4.      | Siergiej Czepikow   | 93     |
| 5.      | Frank Luck          | 80     |
| 6.      | Walerij Miedwiedcew | 76     |

| Miejsce | Reprezentacja | Punkty |
| ------- | ------------- | ------ |
| 1.      | ZSRR          | ?      |
| 2.      | NRD           | ?      |
| 3.      | Włochy        | ?      |
| 4.      |               |        |
| 5.      |               |        |
| 6.      |               |        |

## Kobiety

### Wyniki
| 1. Obertilliach, 14.12.1989 – 17.12.1989 | 1. Obertilliach, 14.12.1989 – 17.12.1989 | 1. Obertilliach, 14.12.1989 – 17.12.1989 | 1. Obertilliach, 14.12.1989 – 17.12.1989 | 1. Obertilliach, 14.12.1989 – 17.12.1989 |
| Data                                     | Konkurencja                              | miejsce                                  | miejsce                                  | miejsce                                  |
| ---------------------------------------- | ---------------------------------------- | ---------------------------------------- | ---------------------------------------- | ---------------------------------------- |
| 14 grudnia 1989                          | Bieg indywidualny (15 km)                | Jelena Gołowina                          | Jelena Bacewicz                          | Łuiza Czeriepanowa                       |
| 16 grudnia 1989                          | Sprint (7,5 km)                          | Jiřina Adamičková                        | Swietłana Dawydowa                       | Swietłana Paniutina                      |
| 17 grudnia 1989                          | Sztafeta (3 × 7,5 km)                    | ZSRR                                     | Bułgaria                                 | RFN                                      |

| 2. Anterselva, 19.1.1990 – 21.1.1990 | 2. Anterselva, 19.1.1990 – 21.1.1990 | 2. Anterselva, 19.1.1990 – 21.1.1990                         | 2. Anterselva, 19.1.1990 – 21.1.1990                                                                                 | 2. Anterselva, 19.1.1990 – 21.1.1990 |
| Data                                 | Konkurencja                          | miejsce                                                      | miejsce | miejsce                              |
| ------------------------------------ | ------------------------------------ | ------------------------------------------------------------ | --- | ------------------------------------ |
| 19 stycznia 1990                     | Bieg indywidualny (15 km)            | Jiřina Adamičková                                            | Swietłana Paniutina                                                                                                  | Seija Hyytiäinen                     |
| 20 stycznia 1990                     | Sprint (7,5 km)                      | Cwetana Krastewa                                             | Anne Elvebakk | Inger Björkbom                       |
| 21 stycznia 1990                     | Sztafeta (3 × 7,5 km)                | Finlandia Tuija Vuoksiala · Pirjo Mattila · Seija Hyytiäinen | Bułgaria Cwetana Krastewa · Marija Manołowa · Iwa Szkodrewa · Norwegia Synnøve Thoresen · Åse Idland · Anne Elvebakk |                                      |

| 3. Ruhpolding, 25.1.1990 – 28.1.1990 | 3. Ruhpolding, 25.1.1990 – 28.1.1990 | 3. Ruhpolding, 25.1.1990 – 28.1.1990                              | 3. Ruhpolding, 25.1.1990 – 28.1.1990                        | 3. Ruhpolding, 25.1.1990 – 28.1.1990                         |
| Data                                 | Konkurencja                          | miejsce                                                           | miejsce                                                     | miejsce                                                      |
| ------------------------------------ | ------------------------------------ | ----------------------------------------------------------------- | ----------------------------------------------------------- | ------------------------------------------------------------ |
| 25 stycznia 1990                     | Bieg indywidualny (15 km)            | Jelena Gołowina                                                   | Swietłana Dawydowa                                          | Swietłana Paramygina                                         |
| 27 stycznia 1990                     | Sprint (7,5 km)                      | Jiřina Adamičková                                                 | Anne Elvebakk                                               | Marija Manołowa                                              |
| 28 stycznia 1990                     | Sztafeta (3 × 7,5 km)                | ZSRR Swietłana Paniutina · Jelena Gołowina · Swietłana Paramygina | Bułgaria Cwetana Krastewa · Iwa Szkodrewa · Marija Manołowa | Finlandia Tuija Vuoksiala · Pirjo Mattila · Seija Hyytiäinen |

| 4. Walchsee, 1.2.1990 – 4.2.1990 | 4. Walchsee, 1.2.1990 – 4.2.1990 | 4. Walchsee, 1.2.1990 – 4.2.1990                                 | 4. Walchsee, 1.2.1990 – 4.2.1990               | 4. Walchsee, 1.2.1990 – 4.2.1990                             |
| Data                             | Konkurencja                      | miejsce                                                          | miejsce                                        | miejsce                                                      |
| -------------------------------- | -------------------------------- | ---------------------------------------------------------------- | ---------------------------------------------- | ------------------------------------------------------------ |
| 1 lutego 1990                    | Bieg indywidualny (15 km)        | Iwa Szkodrewa                                                    | Myriam Bédard                                  | Inga Kesper                                                  |
| 3 lutego 1990                    | Sprint (7,5 km)                  | Jiřina Adamičková                                                | Anna Sonnerup                                  | Dorina Pieper                                                |
| 4 lutego 1990                    | Sztafeta (3 × 7,5 km)            | ZSRR Swietłana Dawydowa · Jelena Gołowina · Swietłana Paramygina | RFN Inga Kesper · Dorina Pieper · Petra Schaaf | Bułgaria Marija Manołowa · Iwa Szkodrewa · Nadeżda Aleksiewa |

| Mistrzostwa świata Mińsk, 20.2.1990 | Mistrzostwa świata Mińsk, 20.2.1990 | Mistrzostwa świata Mińsk, 20.2.1990 | Mistrzostwa świata Mińsk, 20.2.1990 | Mistrzostwa świata Mińsk, 20.2.1990 |
| Data                                | Konkurencja                         | miejsce                             | miejsce                             | miejsce                             |
| ----------------------------------- | ----------------------------------- | ----------------------------------- | ----------------------------------- | ----------------------------------- |
| 20 lutego 1990                      | Sprint (7,5 km)                     | Swietłana Dawydowa                  | Jelena Gołowina                     | Petra Schaaf                        |

- Z powodu braku śniegu pozostałe konkurencje przeniesiono do Holmenkollen.

| 5. Holmenkollen, 8.3.1990 – 11.3.1990 | 5. Holmenkollen, 8.3.1990 – 11.3.1990 | 5. Holmenkollen, 8.3.1990 – 11.3.1990                                              | 5. Holmenkollen, 8.3.1990 – 11.3.1990                               | 5. Holmenkollen, 8.3.1990 – 11.3.1990                                           |
| Data                                  | Konkurencja                           | miejsce                                                                            | miejsce                                                             | miejsce                                                                         |
| ------------------------------------- | ------------------------------------- | ---------------------------------------------------------------------------------- | ------------------------------------------------------------------- | ------------------------------------------------------------------------------- |
| 8 marca 1990                          | Drużynowo (15 km) MŚ                  | ZSRR Jelena Bacewicz · Jelena Gołowina · Swietłana Paramygina · Swietłana Dawydowa | RFN Irene Schroll · Daniela Hörburger · Inga Kesper · Petra Schaaf  | Bułgaria Nadeżda Aleksiewa · Iwa Szkodrewa · Marija Manołowa · Cwetana Krastewa |
| 10 marca 1990                         | Sprint (7,5 km) MŚ                    | Anne Elvebakk                                                                      | Swietłana Dawydowa                                                  | Elin Kristiansen                                                                |
| 11 marca 1990                         | Sztafeta (3 × 7,5 km) MŚ              | ZSRR Jelena Bacewicz · Jelena Gołowina · Swietłana Dawydowa                        | Norwegia Grete Ingeborg Nykkelmo · Anne Elvebakk · Elin Kristiansen | Finlandia Tuija Vuoksiala · Seija Hyytiäinen · Pirjo Mattila                    |

| 6. Kontiolahti, 15.3.1990 – 18.3.1990 | 6. Kontiolahti, 15.3.1990 – 18.3.1990 | 6. Kontiolahti, 15.3.1990 – 18.3.1990                          | 6. Kontiolahti, 15.3.1990 – 18.3.1990                                      | 6. Kontiolahti, 15.3.1990 – 18.3.1990                                            |
| Data                                  | Konkurencja                           | miejsce                                                        | miejsce                                                                    | miejsce                                                                          |
| ------------------------------------- | ------------------------------------- | -------------------------------------------------------------- | -------------------------------------------------------------------------- | -------------------------------------------------------------------------------- |
| 15 marca 1990                         | Bieg indywidualny (15 km)             | Jiřina Adamičková                                              | Jelena Biełowa                                                             | Dorina Pieper                                                                    |
| 17 marca 1990                         | Sprint (7,5 km)                       | Anne Elvebakk                                                  | Cwetana Krastewa                                                           | Jelena Biełowa                                                                   |
| 18 marca 1990                         | Drużynowo (15 km)                     | RFN Irene Schroll · Inga Kesper · Dorina Pieper · Petra Schaaf | Finlandia Tuija Vuoksiala · Tuija Sikiö · Seija Hyytiäinen · Pirjo Mattila | ZSRR Jelena Biełowa · Jelena Gołowina · Swietłana Paniutina · Swietłana Dawydowa |

### Klasyfikacje
| Miejsce | Zawodniczka          | Punkty |
| ------- | -------------------- | ------ |
| 1.      | Jiřina Adamičková    | 213    |
| 2.      | Anne Elvebakk        | 183    |
| 3.      | Jelena Gołowina      | 181    |
| 4.      | Cwetana Krastewa     | 159    |
| 5.      | Swietłana Dawydowa   | 154    |
| 6.      | Swietłana Paniutina  | 148    |
| 7.      | Pirjo Mattila        | 134    |
| 8.      | Jelena Bacewicz      | 133    |
| 9.      | Swietłana Paramygina | 131    |
| 10.     | Marija Manołowa      | 129    |

| Miejsce | Zawodniczka        | Punkty |
| ------- | ------------------ | ------ |
| 11.     | Petra Schaaf       | 125    |
| 12.     | Synnøve Thoresen   | ?      |
| 13.     | Iwa Szkodrewa      | ?      |
| 14.     | Elin Kristiansen   | ?      |
| 15.     | Dorina Pieper      | ?      |
| 16.     | Anna Sonnerup      | ?      |
| 17.     | Łuiza Czeriepanowa | ?      |
| 18.     | Seija Hyytiäinen   | ?      |
| 19.     | Véronique Claudel  | ?      |
| 20.     | Nadeżda Aleksiewa  | ?      |

| Miejsce | Zawodniczka        | Punkty |
| ------- | ------------------ | ------ |
| 1.      | Jelena Gołowina    | 103    |
| 2.      | Jiřina Adamičková  | 93     |
| 3.      | Jelena Bacewicz    | 86     |
| 4.      | Cwetana Krastewa   | 81     |
| 5.      | Anne Elvebakk      | 80     |
| 6.      | Swietłana Dawydowa | 70     |

| Miejsce | Zawodniczka         | Punkty |
| ------- | ------------------- | ------ |
| 1.      | Jiřina Adamičková   | 120    |
| 2.      | Anne Elvebakk       | 103    |
| 3.      | Swietłana Dawydowa  | 84     |
| 4.      | Swietłana Paniutina | 84     |
| 5.      | Jelena Gołowina     | 78     |
| 6.      | Cwetana Krastewa    | 78     |

| Miejsce | Reprezentacja | Punkty |
| ------- | ------------- | ------ |
| 1.      | ZSRR          | ?      |
| 2.      | Finlandia     | ?      |
| 3.      | RFN           | ?      |
| 4.      |               |        |
| 5.      |               |        |
| 6.      |               |        |